# Eparchia di Gazireh dei Caldei
L'eparchia di Gazireh dei Caldei (in latino: Eparchia Jazirensis Chaldaeorum) è una diocesi soppressa della Chiesa cattolica caldea, esistita tra il 1553 e il 1957.

## Storia
L'eparchia di Gazireh fu una delle prime sedi della neonata Chiesa cattolica caldea che aderì al nuovo patriarca cattolico caldeo Shimun VIII Sulaqa, ed ebbe una serie ininterrotta di vescovi fino alla prima guerra mondiale. Essa aveva giurisdizione sui fedeli caldei della zona turca del Jazīra, della Siria e del Libano.
Nel 1850 cedette porzioni di territorio a vantaggio dell'erezione dell'eparchia di Zākhō.
L'ultimo vescovo, Philip Yaʿqob Abraham, fu fucilato dai turchi nell'agosto 1915 con altri sei sacerdoti.
Con le persecuzioni perpetrate contro i cristiani in Anatolia, essa vide scomparire la maggior parte dei suoi fedeli nel territorio turco. Sopravvisse come amministrazione apostolica di Gezira Superiore dei Caldei, con competenza territoriale sulla Siria e sul Libano, fino al 1957, quando papa Pio XII, con due bolle soppresse l'amministrazione apostolica istituendo le eparchie di Aleppo e Beirut. L'ultimo amministratore apostolico fu Gabriel Naamo, in seguito nominato eparca di Beirut.
Nel 1896 l'eparchia aveva 5.200 battezzati, con 14 preti distribuiti in 16 parrocchie. Nel 1913 i fedeli erano 6.400, con 17 preti ed 11 chiese.

## Cronotassi dei vescovi
- Ebed Jesu Maron † (1553 - 1555 nominato patriarca dei Caldei)
- Yab Alaha † (1556 - 1567 nominato patriarca dei Caldei)
- Gabriele Elia † (1567 - 1600 deceduto)
- Giuseppe † (1600 - 1635 deposto)
- Simone Giuseppe † (1636 - 1672 ? deceduto)
- Ebed Jesu † (1672 - 1710 deceduto)
- Giuseppe † (1711 - 1747 deceduto)
- Giovanni † (1747 - 1776 deceduto)
- Hnan Jesu † (1785 - 1826 ? deceduto)
- Giwargis Peter (Giorgio Pietro) de Natali † (1833 - 1842 nominato vescovo di Amida)
- Basilio Asmar † (1842 - ?)
- Jerome Paul Hindi † (23 febbraio 1852 consacrato - 1873 deceduto)
- Elia Pietro Abolionan † (1874 - 26 luglio 1878 nominato patriarca di Babilonia dei Caldei)
- Philip Yaʿqob Abraham † (10 febbraio 1882 - 26 agosto 1915 deceduto)